# كليفورد دالتون
كليفورد دالتون (بالإنجليزية: Clifford Dalton)‏ هو عالم نووي نيوزيلندي، ولد في 1916، وتوفي في 1961.